# 臺灣與巴西關係史
臺灣與巴西關係史是指臺灣有信史以來至今與巴西雙方在歷史上不同階段的關係。随着1949年中华民国政府迁往台湾后，實際上與其國家外交關係重疊。

## 清治時期
1858年（清咸豐八年），清政府在第一次英法聯軍戰敗後，與英國等國簽訂《天津條約》。光緒七年（1881），對巴西和好通商條約第五款中，對臺灣開放港口一體均霑。

## 中華民國臺灣時期
1950、60年代，處於國府高壓統治的臺灣人渴望離開臺灣。若無法透過留學路徑前往美國或日本，巴西也成為很好的他鄉。而巴西也歡迎外來移民，因此出現一波巴西移民潮。:127此期前往巴西者包括臺大經濟系畢業、娶廖了以大姊的巫欽亮以及其兄弟巫睦雄，巫欽亮移民巴西後事業龐大，兒子曾任州議員。:127二二八事件中受難的家屬張依仁醫師，也在1960年代移民巴西，在北部叢林當醫生。:274
1968年，在巴臺灣人成立「巴西臺灣同鄉會」，隔年成立臺獨聯盟巴西支部，當時成為美國臺獨聯盟洛杉磯分部的支部。臺獨聯盟巴西支部辦定期刊物《阿里山》，轉載《臺灣青年》的文章，當時郭雨新的姪子郭雨陽也來幫忙。:263
1974年，臺獨聯盟南美本部成立，在巴臺人周叔夜出任主席。:272
1974年8月15日，巴西與中華人民共和國建交，同時與中華民國斷交。
1971年，在臺灣的中華民國政府退出聯合國，使得一些臺灣住民信心動搖而移民海外。當時部分臺灣人移往較易獲得永久居留權的國家，如同為南美洲的巴拉圭。然而由於巴拉圭生活條件不佳，不少移民設法偷渡到鄰近較易生活的巴西，據臺獨聯盟張燦鍙對巴西的報告，1976年非法居留巴西的人數估計約五千人。:2851967年7月，巴西政府開始取締非法入境的臺灣人，引起巴西臺灣人社團的震撼與不安。:285為此1976年8月5日，臺獨聯盟主席張燦鍙在南美本部周叔夜的安排下，於聖保羅市的希爾頓飯店召開記者會，呼籲巴西政府基於人道立場，重視數千臺灣人的生存問題，並給予他們臨時居留證，使他們過正常生活，然後根據他們對巴西社會的貢獻、守法與否，再考慮是否可給予正式的居留權。:285WUFI的呼籲曾引起巴西媒體的重視及在巴台灣人的回響。:285
1978年，彭明敏與郭雨新同行，訪問巴西。
1981年首次世界台灣同鄉會聯合會在南美洲的年會，舉辦在巴西聖保羅市。:285當地臺灣移民參加人數約一千七百人，國民黨政府駐巴西辦事處人員在大會開始前，便向巴西官方誣指此次會議與共產黨、暴力有關，使得聖保羅市地方法院下令禁止世台會的召開。後經過「世台會」人員之外交連繫奏效，透過與巴西最高法院之交涉，才推翻地方法院的禁令，讓世台會年會得以順利完成。:285
1983年，參與臺灣獨立運動遭國民黨政府多次逮捕入獄的鍾謙順，離開臺灣到巴西渡過餘生。:407-408鍾謙順到巴西後，也積極與臺獨組織接近，關心各種運動。:273
由於巴西臺僑來自三教九流，成員較複雜。國民黨政府一直視巴西獨盟為「暴力份子」，1983年臺北《聯合報》第一次被炸時，國民黨則指是巴西臺獨聯盟所為。:272此外《中央日報》爆炸案，涉案的年輕人也曾被指受鍾謙順的影響。:273
1988年，世界盃軟網賽在巴西舉行，然而臺灣去的代表簽証始終無法獲准。眼看比賽在即，但中華民國駐巴西地下外事單位遠東貿易公司，幾度與巴西政府交涉卻毫無結果。最後由臺獨聯盟南美本部主席周叔夜、蕭健次等人以個人私交向巴西外交部交涉，經由他簽具切結書，協議在比賽中不得用中華民國國旗及國號後，次日即取得簽証，代表隊正式名稱為：「臺北臺灣隊」。結果在這次的世界盃軟網賽中，臺灣選手奪得冠軍。
2004年底，中華民國外交部長陳唐山推舉周叔夜出任駐巴西代表，成為第二位臺灣人駐巴西代表（首位臺籍駐巴代表為嘉義人侯平福，1998年至2001年出任駐巴代表）、也是首位臺獨聯盟出身的駐巴代表。周叔夜於2005年1月上任，任內促進臺灣與巴西交流，2007年5月，獲頒巴西里約州政府最高榮譽旗拉典旗勳章。:294-295
2005年，「美洲議會聯盟」在巴西召開年會，臺灣首次以觀察員身分參加。立委賴幸媛、莊和子代表立法院參加。
2018年3月，巴西總統候選人、聯邦眾議員波索納洛抵台訪問，是巴西與中華民國斷交後首位訪問台灣的巴西總統候選人。當時中華人民共和國駐巴西大使館發函譴責波索納洛訪台「冒犯中國主權和領土完整」。10月28日，波索納洛當選巴西總統。